# Bugnières
Bugnières település Franciaországban, Haute-Marne megyében. Lakosainak száma 157 fő (2022. január 1.). Bugnières Giey-sur-Aujon, Leffonds, Marac, Richebourg, Ternat és Arc-en-Barrois községekkel határos.

## Népesség
A település népességének változása:
| Lakosok száma | 136  | 126  | 123  | 155  | 152  | 154  | 153  | 155  | 155  | 157  |
|               | 1968 | 1982 | 1990 | 2006 | 2013 | 2015 | 2017 | 2019 | 2020 | 2022 |